# Palais de justice du comté d'Annapolis
Le palais de justice du comté d'Annapolis (anglais : Annapolis County Courthouse) est un palais de justice situé à Annapolis Royal en Nouvelle-Écosse (Canada). Il a été édifié en 1836 et 1837 par Francis LeCain, qui l'a construit en collaboration avec le grand jury du comté. Il a été agrandi en 1922 et 1923. Il a été désigné lieu historique national du Canada en 1991 et inscrit comme bien patrimonial provincial la même année. Il fait partie de l'arrondissement historique d'Annapolis Royal.

## Localisation
Le palais de justice du comté d'Annapolis est localisé au 377, rue St. George, à l'intersection du chemin Prince Albert à Annapolis Royal en Nouvelle-Écosse (Canada). Il est situé bien en évidence près de l'une des principales intersections de la ville et est entouré de maisons du XVIIIe siècle et XIXe siècle. Il fait partie de l'arrondissement historique d'Annapolis Royal.

## Histoire
Le palais de justice du comté d'Annapolis est l'un des plus anciens au Canada à avoir conservé sa vocation originale. Il a été construit en 1836 et 1837 par l'entrepreneur Francis LeCain, qui l'a conçu de concert avec le grand jury du comté, une pratique courante en Nouvelle-Écosse lors de la première moitié du XIXe siècle. Il remplace un palais de justice en bois et prison construit en 1793 et qui a brulé en 1836. Il a été construit selon le style palladien, typique des palais de justice de l'Empire britannique à l'époque. 
Il a été agrandi en 1922 et 1923 selon les plans de l'architecte Leslie R. Fairn (en). C'est lors de cet ajout que la coupole octogonale au sommet et le revêtement en stuc du premier étage ont été ajoutés.
Le 22 novembre 1991, il a été désigné lieu historique national du Canada par la Commission des lieux et monuments historiques du Canada. L'édifice conserve toujours sa vocation originelle. 

## Architecture
Le palais de justice du comté d'Annapolis est un bâtiment rectangulaire ayant une façade symétrique à cinq ouvertures et une porte centrale. Il a un toit en croupe avec une coupole octogonale au sommet et un imposant portique à colonnes. Le rez-de-chaussée est recouvert de pierre rustique et le second étage et l'annexe sont recouverts de stuc.
Comme pour bien des palais de justice anciens au Canada, le rez-de-chaussée sert de prison, alors que le second étage sert de salle d'audience. 